# Prêmio Paraná de Literatura
O Prêmio Paraná de Literatura é um prémio instituído pela Secretaria da Cultura do Estado de Paraná destinado a reconhecer obras inéditas, de autores de todo o Brasil.
Encontra-se dividido em três categorias que homenageiam figuras importantes da literatura paranaense:
- Romance - prêmio Manoel Carlos Karam;
- Contos - prêmio Newton Sampaio;
- Poesia - prêmio Helena Kolody.

## Vencedores
| Edição | Romance (prêmio Manoel Carlos Karam)                    | Contos (prêmio Newton Sampaio)                           | Poesia (prêmio Helena Kolody)                        |
| ------ | ------------------------------------------------------- | -------------------------------------------------------- | ---------------------------------------------------- |
| 2018   | Kzar Alexander, o louco de Pelotas, de Lourenço Cazarré | Tudo esse amor que inventamos para nós, de Raimundo Neto | Lição da Matéria, de Daniel Arelli                   |
| 2017   | Setenta, de Henrique Schneider                          | A bandeira de Cuba, de Marcelo Degrazia                  | Tempo de dentro, de Sônia Barros                     |
| 2014   | Operação impensável, de Vanessa Barbara                 | No início, de Adriana Griner                             | Fios, de Sônia Barros                                |
| 2013   | Meu Primeiro Morto, de Jaci Palma                       | Ensaio sobre o entendimento humano, de Caetano Galindo   | Fábulas para adulto perder o sono, de Adriane Garcia |
| 2012   | Sergio Y vai à América, de Alexandre Vidal Porto        | Papis et circenses, de José Roberto Torero               | As maçãs de antes, de Lila Maia                      |